# 歐懿慧
歐懿慧（1974年10月2日—），台灣女性記者和新聞主播，輔仁大學新聞傳播學系畢業、銘傳大學傳播管理研究所肄業，現任台灣電視公司新聞部節目中心主任，曾任TVBS新聞部記者、《台視晚間新聞》週日主播、台視《熱線追蹤》第二代版本製作人及第一代主持人、台視《台灣名人堂》主持人、台視新聞台開播特別節目《台視新聞台全新出擊》製作人、台視新聞部採訪中心副主任、台視新聞台《驚奇！博物館》製作人。